# Cerro de la Estrella
De Cerro de la Estrella (Nahuatl: Huixachtepetl, Nederlands: Heuvel van de Ster) is een heuvel in het district Iztapalapa van Mexico-Stad.
In 1972 werd in de heuvel een Teotihuacaanse piramide ontdekt, maar het duurde tot 2006 voordat dat wijdverspreid bekend raakte. De bijna twintig meter hoge piramide is zo'n 1500 jaar oud en werd rond 800 na Christus verlaten. Ten tijde van de Azteken werd de heuvel gebruikt om de 52-jaarlijkse nieuw vuurceremonie te voltrekken, waarbij iemand uit een adellijke familie werd geofferd om het voortbestaan van de wereld voor de volgende 52 jaar veilig te stellen. Tegenwoordig is het nog steeds een belangrijke religieuze plaats, aangezien hier tijdens de Goede Week processies worden gehouden.